# 海之榮光芋螺
海之榮光芋螺（学名：Conus gloriamaris）为芋螺科芋螺屬下的一个种。